# Kate Beckinsale
Kathrin „Kate” Romany Beckinsale (n. 26 iulie 1973, Greater London, Anglia, Regatul Unit) este o actriță de britanică de teatru, televiziune și voce.

## Date biografice
Kate s-a născut la Chiswick, Londra, ca fiică a actorilor britanici Richard Beckinsale și Judy Loe și sora vitregă mai mică a Samanthei Beckinsale.
Tatăl moare în 1979 la vârsta de 31 de ani. După terminarea școlii a început cariera de actriță. În 1991 devine cunoscută prin rolul jucat într-un film TV despre război, Devices and Desires. Beckinsale studiază în anii următori literatura franceză și rusă la Universitatea Oxford. În timpul studiul apare în filmul "Much Ado About Nothing" (Mult zgomot pentru nimic) o ecranizare a operei lui William Shakespeare. În ultimii ani ca studentă poate fi văzută în câteva piese de teatru și filme franceze. Pe plan internațional devine cunoscută prin rolul jucat în filmul american Pearl Harbor și coproducția Underworld. Cu actorul Michael Sheen are în 1999 o fiică. La data de 9 mai 2004 se căsătorește cu regizorul Len Wiseman. În 2009 este distinsă cu titlul Sexiest Woman Alive inițiată de revista Esquire. Peste un an face parte din juriu la Festivalul Internațional de Film de la Cannes.

## Filmografie
| An   | Titlu                                                                   | Rol                                                                   | Note                                            |
| ---- | ----------------------------------------------------------------------- | --------------------------------------------------------------------- | ----------------------------------------------- |
| 1991 | One Against the Wind                                                    | Barbe Lindell                                                         |                                                 |
| 1993 | Mult zgomot pentru nimic                                                | Hero                                                                  |                                                 |
| 1994 | Uncovered                                                               | Julia                                                                 |                                                 |
| 1994 | Prince of Jutland/Royal Deceit                                          | Ethel                                                                 |                                                 |
| 1995 | Cold Comfort Farm                                                       | Flora Poste                                                           | TV Film prezentat în Statele Unite ale Americii |
| 1995 | Haunted                                                                 | Christina Mariell                                                     |                                                 |
| 1998 | The Last Days of Disco                                                  | Charlotte Pingress                                                    |                                                 |
| 1998 | Shooting Fish                                                           | Georgie                                                               |                                                 |
| 1998 | Alice Through the Looking Glass                                         | Alice                                                                 |                                                 |
| 1999 | Brokedown Palace                                                        | Darlene Davis                                                         |                                                 |
| 2001 | Serendipity                                                             | Sara Thomas                                                           |                                                 |
| 2001 | Pearl Harbor                                                            | Nurse Liutenant Evelyn Johnson                                        |                                                 |
| 2001 | The Golden Bowl                                                         | Maggie Verver                                                         |                                                 |
| 2002 | Laurel Canyon                                                           | Alex Elliot                                                           |                                                 |
| 2003 | Underworld                                                              | Selene                                                                | Statele Unite ale Americii                      |
| 2003 | Tiptoes                                                                 | Carol                                                                 |                                                 |
| 2004 | The Aviator                                                             | Ava Gardner                                                           |                                                 |
| 2004 | Van Helsing                                                             | Anna Valerious                                                        |                                                 |
| 2006 | Click                                                                   | Donna Newman                                                          |                                                 |
| 2006 | Underworld 2 Underworld: Evolution                                      | Selene                                                                | Statele Unite ale Americii                      |
| 2007 | Vacancy                                                                 | Amy Fox                                                               |                                                 |
| 2007 | Snow Angels                                                             | Annie Marchand                                                        |                                                 |
| 2008 | Nothing But the Truth                                                   | Rachel Armstrong (rol inspirat de jurnalista americană Judith Miller) |                                                 |
| 2008 | Fragments (Winged Creatures)                                            | Carla Davenport                                                       |                                                 |
| 2009 | Whiteout (Coșmarul alb)                                                 | Carrie Stetko                                                         |                                                 |
| 2009 | Underworld 3 Underworld: Rise of the Lycans                             | Selene                                                                | Statele Unite ale Americii                      |
| 2009 | Everybody's Fine (Cu toții sunt bine)                                   | Amy                                                                   |                                                 |
| 2012 | Underworld 4 Underworld: Awakening Lumea de dincolo - Trezirea la viață | Selene                                                                | Statele Unite ale Americii                      |
| 2012 | Total Recall                                                            | Lori Quaid                                                            |                                                 |
| 2013 | The Trials of Cate McCullough                                           | Cate McCullough                                                       |                                                 |
| 2014 | Stonehearst Asylum                                                      | Eliza Graves                                                          |                                                 |
| 2014 | The Face of an Angel                                                    | Simone Ford                                                           |                                                 |
| 2015 | Absolutely Anything                                                     | Catherine West                                                        |                                                 |
| 2016 | Love & Friendship                                                       | Lady Susan Vernon                                                     |                                                 |
| 2016 | The Disappointments Room                                                | Dana                                                                  |                                                 |
| 2016 | Underworld 5 Underworld: Blood Wars                                     | Selene                                                                |                                                 |
| 2017 | The Only Living Boy in New York                                         | Johanna                                                               |                                                 |
| 2018 | Farming                                                                 | Ingrid Carpenter                                                      |                                                 |
| 2021 | Jolt                                                                    | Lindy Lewis                                                           |                                                 |
| 2022 | Prisoner's Daughter                                                     | Maxine                                                                |                                                 |
| 2023 | Fool’s Paradise                                                         | Christiana Dior                                                       |                                                 |
| 2024 | Canary Black (Canarul negru)                                            | Avery Graves                                                          |                                                 |